# Bysta kyrka

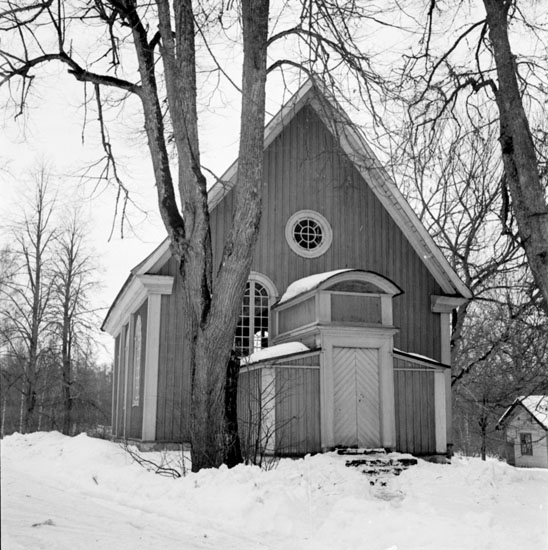
Bystad kyrka 1937

Bysta kyrka, även känd under namnen Bystad kyrka och Bysta herrgårdskyrka, är en privatägd kyrka uppförd 1721 vid Bysta herrgård.  
Kyrkan uppfördes av godsägaren och landshövdingen Gustaf Rålamb (1675-1750) som ärvt Byrsta efter sin far riksrådet Claes Brorsson Rålamb (1622-1698).

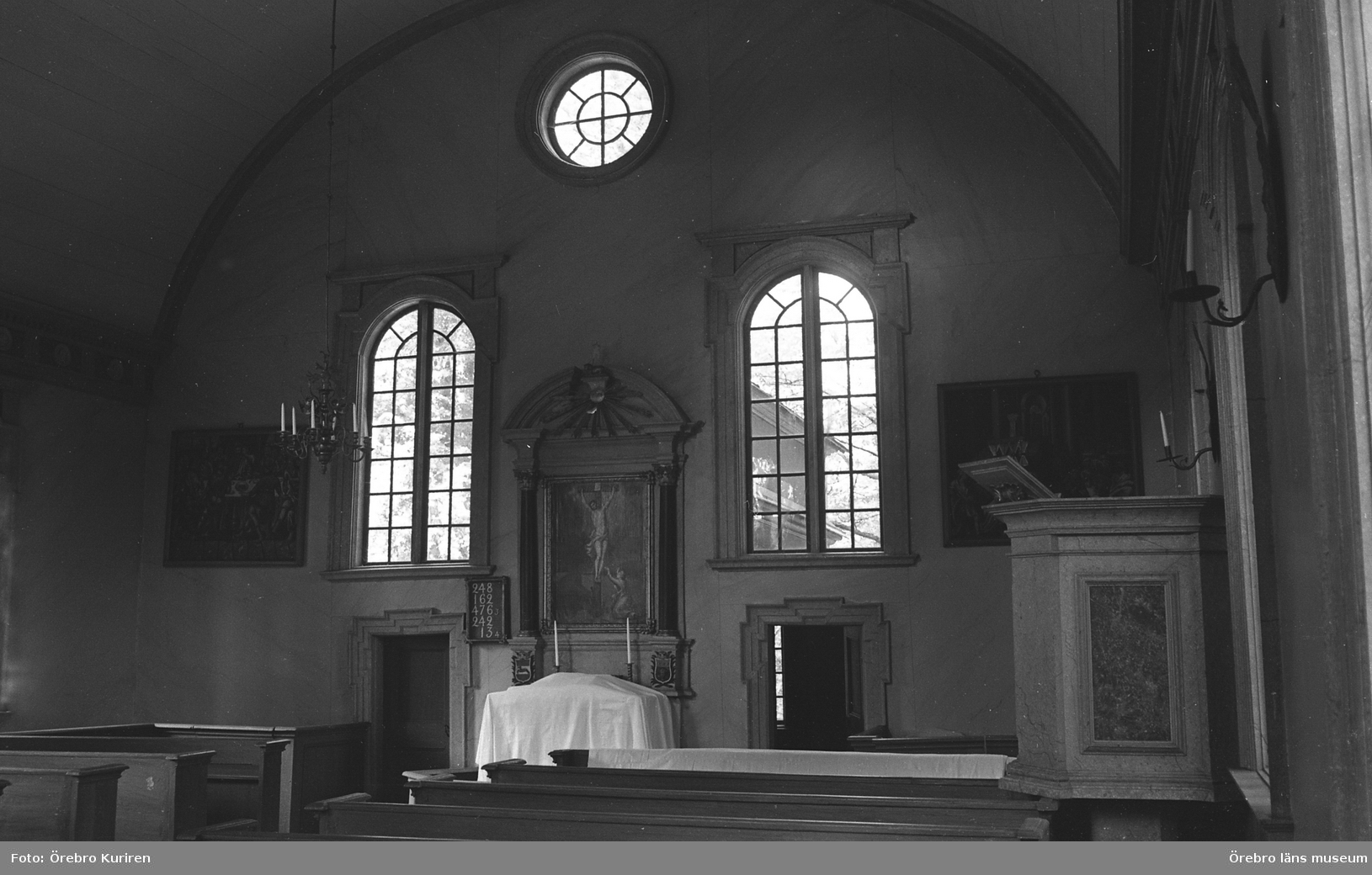
Altartavlan Bysta kyrka

Bysta kyrkan och klockstapel är byggda av trä som klätts med klyvspån som blivit gulmålad och fördedd vita knutar och fönsterfoder för att efterlikna huvudbyggnaden och dess flyglar. Byggnaden har tre fönster på vardera långsida och taket är utfört i ett tunnvalv. Längs med långskeppet finns ett grekiskt ornament målat av samma typ som återfinns i huvudbyggnaden. På altaret finns de rålambska och douglasska vapnen inskurna och altartavlan föreställer korsfästelsen med Maria från Magdala som deltagande åskådare, ovanför vilar lammet på boken med de sju inseglen. På båda sidor om altaret finnas målningar föreställande fotatvagningen och nattvarden. Kyrkans bänkar är utförda av ljus ek och de till vänster om predikstolen är klädda med tyg för herrgårdens herrskap. Prosten Karl Vilhelm Hedström påyrkade 1890 att kyrkan behövde ny inredning, och kyrkans ägare J. T. Gripenstedt betalade därför 1,135 kronor för att förse kyrkan med nya bänkar med mera. Bland kyrkans inventarier märks den marmoreringsmålade predikstolen, ett par hamrade mässingsljusstakar på altaret, och en målning med de tre vise männens besök och Getsemane samt i sakristian finns fem tavlor bland annat en med en dödskalle.

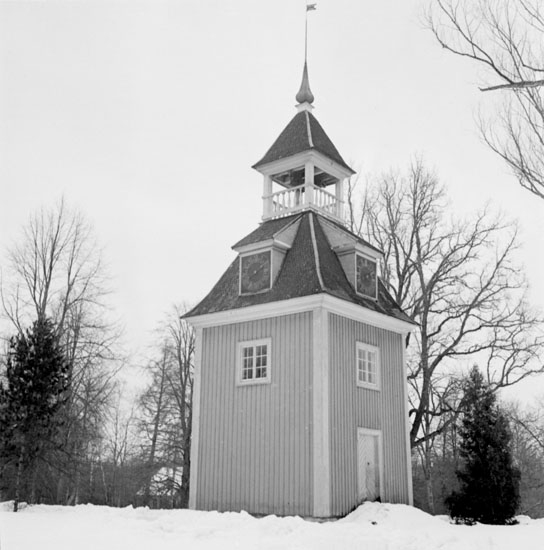
Klockstapel vid Bysta kyrka

Klockstapeln är en fyrkantig byggnad i gult med vita knutar, dörrar och fönsterluckor, täckt med klyvspån. De tre klockorna hänger fritt i en huv, som vilar på pelare med räckverk. Alla  tre är gjutna hos Meyerska styckgjuteriet i Stockholm, storklockan 1720, mellanklockan 1731 och lillklockan 1730. Klockstapelns vindflöjel bär årtalet 1721, vilket anses vara både klockstapelns och kyrkans byggnadsår. Strax under klockhuven finns en urtavla till ett tornur.
Ingen präst var bosatt eller fast verksam vid Bysta kyrka utan brukspredikanten vid Brevens bruk som tillhör Bysta fideikommiss predikade varannan söndag i Bysta kyrka och det förekom även att prästen från Askers kyrka utförde gudstjänster i Bysta kyrka.
Bysta har ingen egen kyrkogård, utan godsets döda begravas vanligtvis på Brevens kyrkogård. Bysta kyrka bevarar minnet av en tragisk händelse från
20 maj 1785 då David Henrik Hildebrands dotter Ulrika Hildebrand avled i kyrkan efter sin barnsäng.